# Bulbophyllum arrectum
Bulbophyllum arrectum là một loài phong lan thuộc chi Bulbophyllum.